# تعددية (فلسفة)
التعددية (بالإنجليزية: Pluralism) هو مصطلح يستخدم في الفلسفة، في إشارة إلى النظرة العالمية للتعددية، والتي غالبا ما تستخدم في معارضة الأحادية (الرأي القائل بأن كل شيء واحد) أو الثنائية (الرأي القائل بأن كل شيء هو اثنان). للمصطلح معاني مختلفة في ما وراء الطبيعة وعلم الوجود ونظرية المعرفة والمنطق. في ما وراء الطبيعة، يرى أن هناك في الواقع العديد من المواد المختلفة في الطبيعة التي تشكل الواقع. في علم الوجود، تشير التعددية إلى طرق أو أنواع أو أنماط مختلفة للوجود. على سبيل المثال، أحد مواضيع التعددية الوجودية هو مقارنة أنماط وجود أشياء مثل "البشر" و"السيارات" مع أشياء مثل "الأرقام" وبعض المفاهيم الأخرى كما يتم استخدامها في العلوم.
في نظرية المعرفة، التعددية هي الموقف القائل بأنه لا توجد وسيلة واحدة متسقة لمقاربة الحقائق حول العالم، بل هناك العديد من الوسائل. غالبًا ما يرتبط هذا بالبراغماتية أو النسبية المفاهيمية أو السياقية أو الثقافية. في فلسفة العلوم قد يشير المصطلح إلى قبول النماذج العلمية المتواجدة والتي على الرغم من أنها تصف بدقة مجالاتها ذات الصلة إلا أنها غير قابلة للقياس. في المنطق، التعددية هي وجهة نظر جديدة نسبيًا مفادها أنه لا يوجد منطق واحد صحيح، أو بدلاً من ذلك، هناك أكثر من منطق واحد صحيح. مثل استخدام المنطق الكلاسيكي في معظم الحالات. ولكن باستخدام منطق متناقض للتعامل مع بعض المفارقات.